# Агиши
Агиши (абх. Агш, груз. აგიში) — село в Абхазии, в Гулрыпшском районе частично признанной Республики Абхазия, согласно административному делению Грузии — в Гульрипшском муниципалитете Абхазской Автономной Республики. Высота над уровнем моря составляет 130 метров.

## Население
В 1959 году в селе Агиши жили в основном грузины В 1989 году в селе Агиши проживало 12 человек, в основном грузины и армяне.